# Rückschlagsperre
Die Rückschlagsperre ist ein Begriff des deutschen Insolvenzrechts und in § 88 Insolvenzordnung (InsO) geregelt (früheres Recht: §§ 28, 87, 104 VglO, § 7 Abs. 1 Satz 3 GesO). Sie lässt bestimmte Zwangsvollstreckungsmaßnahmen mit Verfahrenseröffnung nachträglich unwirksam werden.

## Grundsätzliches
Die Rückschlagsperre ist eine Ausprägung des insolvenzrechtlichen Grundsatzes der Gleichbehandlung aller Gläubiger (par conditio creditorum). Dieser Grundsatz besagt, dass das zum Zeitpunkt der Eröffnung des Insolvenzverfahrens vorhandene und das nach diesem Zeitpunkt erworbene Vermögen gleichmäßig an die Insolvenzgläubiger zu verteilen ist. Der Gefahr, dass einzelne Gläubiger sich, ggf. mit Hilfe des Schuldners, Vorteile gegenüber den anderen verschaffen, wird durch die Insolvenzordnung an vielen Stellen vorgebeugt. Insbesondere erklären die §§ 129 ff. InsO Rechtshandlungen, die der Gleichbehandlung zuwiderlaufen, für anfechtbar (Insolvenzanfechtung, nicht mit der allgemeinen zivilrechtlichen oder gar aktienrechtlichen Anfechtung zu verwechseln). Die Insolvenzanfechtung ist indes häufig an besondere, vor allem subjektive Voraussetzungen geknüpft. Diese, etwa Kenntnis der Zahlungsunfähigkeit auf Seiten des Anfechtungsgegners, sind naturgemäß schwer nachweisbar, auch wenn das Gesetz und die Rechtsprechung diverse Beweiserleichterungen geschaffen haben. § 88 InsO stellt hingegen nicht auf subjektive Voraussetzungen ab. Sicherungen an dem Vermögen des Schuldners, die im letzten Monat vor dem Antrag auf Eröffnung des Insolvenzverfahrens oder nach diesem Antrag durch Zwangsvollstreckung erlangt wurden, sind kraft Gesetzes unwirksam.
Ein Absonderungsrecht, das unter § 88 InsO fällt, beseitigt damit nicht die Gläubigerbenachteiligung im Sinne des § 129 Abs. 1 InsO.

### Fristen
Im Verbraucherinsolvenzverfahren beträgt die Frist bei einem Antrag des Schuldners gemäß § 88 Abs. 2 InsO drei Monate. Bei der Fristberechnung ist auch § 139 InsO zu beachten.
Es kommt nicht darauf an, ob der Antrag vom Schuldner (Eigenantrag) oder von einem Gläubiger gestellt wurde. Ferner kommt es nicht darauf an, dass der Antrag bei dem zuständigen Gericht gestellt wird.

### Geltungsbereich
§ 88 InsO erfasst insbesondere Pfändungsmaßnahmen. Dabei sind sowohl zivilrechtliche Vollstreckungsmaßnahmen als auch solche der Verwaltungsvollstreckung erfasst. Ebenso wenig ist es von Bedeutung, ob die Vollstreckung im Wege des einstweiligen Rechtsschutzes erfolgt oder endgültig ist. Neben der Pfändung unterliegt auch die Eintragung einer Vormerkung im Wege der Zwangsvollstreckung der Rückschlagsperre.
Die Rückschlagsperre gilt gegenüber jedermann. Erklärt der Insolvenzverwalter die Freigabe des zur Insolvenzmasse gehörenden Gegenstandes, erlangt die Sicherheit jedenfalls dann wieder Wirkung, wenn sie noch im Grundbuch oder Schiffsregister eingetragen ist.

### Kritik
Eine entscheidende Schwäche der Rückschlagsperre besteht darin, dass die Befriedigung durch Zwangsvollstreckung nicht erfasst wird. Die Rückgängigmachung bleibt insoweit der Insolvenzanfechtung vorbehalten. Weiter zu beachten ist, dass § 110 Abs. 2 Satz 2 InsO die Vollstreckung in Miet- und Pachtforderungen der rechtsgeschäftlichen Verfügung gleichsetzt und damit aus dem Geltungsbereich des § 88 InsO herausnimmt. Hier ist wiederum nur noch für die Insolvenzanfechtung Raum.

## Beispiele
Am 1. Februar wird der Hausbank des späteren Schuldners die Pfändungsverfügung des Finanzamtes über 500 € zugestellt. Das Konto weist zu diesem Zeitpunkt ein Soll in Höhe von 100 € auf. Am 15. Februar stellt das Finanzamt beim zuständigen Insolvenzgericht Antrag auf Eröffnung des Insolvenzverfahrens. Das Insolvenzverfahren wird am 1. März eröffnet. Am 16. März werden aufgrund einer Überweisung dem Konto 200 € gutgeschrieben.
Das Finanzamt hat kein Absonderungsrecht im Sinne des § 50 Abs. 1 InsO an der Guthabenforderung. Zwar wäre ein solches Recht bei einer wirksamen Pfändung gegeben. Dann könnte das Finanzamt das gesamte nach Überweisung entstandene Guthaben in Höhe von 100 € beanspruchen (das Verwertungsrecht des Gläubigers bei gepfändeten Forderungen ergibt sich aus einem Umkehrschluss zu § 166 Abs. 2 InsO, der nur abgetretene Forderungen erfasst) und die Folgen allenfalls über die Insolvenzanfechtung (insbesondere § 131 Abs. 1 Nr. 1 InsO) zu beseitigen. Die Pfändung ist indes gemäß § 88 InsO unwirksam, so dass kein Absonderungsrecht besteht. Das Finanzamt hat somit nur die Stellung eines Insolvenzgläubigers inne und kann nur quotale Befriedigung beanspruchen. Der Insolvenzverwalter kann mithin die Guthabenforderung einziehen.
Abwandlung: Die Zustellung der Pfändungsverfügung ist am 2. Januar erfolgt. Das Kontokorrent des Schuldners war bereits seit mehreren Monaten gekündigt worden. Die Gutschrift erfolgte am 10. Februar.
In der Abwandlung verhält es sich nicht anders. Es ist unschädlich, dass die Pfändungsverfügung vor dem Monatszeitraum des § 88 InsO zugestellt wurde. Daran ändert auch § 309 Abs. 2 Satz 1 AO nichts. Denn die Pfändung wird nur dann nach dieser Norm sofort wirksam, wenn die gepfändete Forderung bereits existiert. Andernfalls wird sie erst mit Entstehung der Forderung wirksam. Hier ist die Forderung gegen die Bank erst mit Eingang des Geldes bei der Bank des Schuldners entstanden. Dies war aber erst am 10. Februar und damit innerhalb der Frist des § 88 InsO der Fall.
In der Praxis empfiehlt es sich im geschilderten Fall, das Finanzamt unter Vorlage des Eröffnungsbeschlusses auf § 88 InsO hinzuweisen und um schriftliches Einverständnis mit der Auszahlung an den Insolvenzverwalter zu bitten. Da der Pfändungsbeschluss der Bank förmlich zugestellt wird, wird sie sich häufig durch einen bloßen Hinweis auf dessen Hinfälligkeit wegen § 88 InsO nicht zur Auszahlung veranlasst sehen. Auch zur Beseitigung der öffentlich-rechtlichen Verstrickung ist die Aufhebung der Verfügung angezeigt. Hat der Schuldner selbst oder ein anderer Gläubiger den Insolvenzantrag gestellt, sollte dem vermeintlichen Absonderungsgläubiger (in dem Beispiel dem Finanzamt) auch der Insolvenzantrag vorgelegt werden, der für die Fristberechnung maßgeblich ist.